# 3-я гвардейская бригада (Хорватия)
3-я гвардейская бригада «Куницы» (хорв. 3. gardijska brigada "Kune") — одна из четырёх крупнейших бригад Национальной гвардии Хорватии времён войны в Хорватии. За годы войны в бригаде служило около 10 тысяч человек: из них погибло 369, ранено 1088, 17 числятся пропавшими без вести. За боевые действия отмечена орденами Князя Домагоя и Николы Шубича Зринского.

## История

### Формирование бригады
В начале революции брёвен и движения сербской общины за самоопределение новообразованная 3-я гвардейская бригада при поддержке МВД Хорватии начала операцию по взятию под контроль территорий Славонии и Бараньи. В течение 1991 года в окрестностях Осиека бригада участвовала во многих боях против югославской народной армии и сербских вооружённых формирований (местечки Биело-Брдо, Ивановац, Эрдут, Сарваш, Даль, Ласлово, Теня). В распоряжении бригады были небольшие артиллерийские части с пушками B-1 (три орудия), 120-мм миномётами (три миномёта), 122-мм гаубицами Д-30 (три гаубицы с расчётом) и 130-мм пушки под названием «Большая Берта» (две пушки с расчётом). Во время обороны города Винковцы ключевую роль сыграли гарнизонные части Нуштара, в числе которых были солдаты из 3-й бригады.

### Боевые действия 1991 года
- Оборона Вуковара (Богдановцы, Борово-Село, Маринцы-Хенриковцы, прорыв обороны Вуковара). В дни обороны Вуковара вплоть до его капитуляции 18 ноября 1991 в составе гарнизона сражался батальон 3-й гвардейской бригады. В ноябре 1991 года силами двух пехотных батальонов сербы пытались организовать нападение и прорвать линию обороны. 13 ноября завязалась решающая схватка, в которую была вовлечена вся бригада целиком: 18 ноября город пал под натиском сербов.
- Баранья (Углеш, Ягодняк, Швайцарница, Чеминац, Дарда, Биле). В июле и августе 1991 года 3-я гвардейская бригада обороняла Баранью.
- Западная Славония (Горни-Богичевцы, Косовац, Доньи-Богичевцы, Човац, Смртичи, Пиваре). В течение 1991 года с начала боевых действий и после занятия сербами Западной Славонии силами одного пехотного батальона 3-я гвардейская бригада обороняла Хорватию, сдерживая наступление югославских и сербских войск.
- Захват военных объектов (Осиек, Джаково, Нашице, Славонски-Брод, Винковцы). 3-я гвардейская бригада путём переговоров (а чаще всего путём штурма) захватывали военные объекты, ведя контрразведывательную борьбу и выявляя шпионов Югославской народной армии в хорватских войсках.

### Боевые действия 1992 года
- Битва за Винковцы (Боринцы, Винковцы, Нуштар). В 1992 году вся 3-я гвардейская бригада вела оборонительные бои за Винковцы, удерживая линию Боринцы — Винковцы — Нуштар. Там она оставалась вплоть до подписания перемирия, а после разделения сил бригада занялась экстренным пополнением командного состава. После она перешла в наступление к Славонскому-Броду и начала подготовку ко входу в боснийскую Посавину. Тактическая группа участвовала в боях за Посавину на линии Босански-Брод — Модрича, а затем и на линии Босански-Брод — Дервента. В рекордно короткие сроки тактическая группа сумела выйти на линию Модрича — Добой — Дервента, заняв попутно и Модричу.

### Боевые действия 1993 года
- Операция «Масленица». В критический момент операции «Масленица» в январе 1993 года после серии вражеских контратак по приказу высшего командования в бой вступила тактическая группа 3-й гвардейской бригады в районе Задара. В тактическую группу вошёл батальон бронетехники. В феврале 1993 года после операции 3-я гвардейская бригада перешла к обороне на линии Новиград — Палюв — Кашич, на которой находилась почти до конца года.

### Боевые действия 1994 года
Обучение личного состава и подготовка к наступлениям (Осиек, Нашице, Джаково, Славонски-Брод). В течение перемирия 1994 года бригада была сосредоточена на обучении личного состава и подготовке его к боевым действиям: в частности, к дальнейшему занятию территории Хорватии и Боснии и Герцеговины, находившихся под контролем сербских войск.

### Боевые действия 1995 года
- Операция «Молния». В течение 1995 года 3-я гвардейская бригада участвовала в операции «Молния»: две тактические группы заняли Окучаны. Бригада, прибывшая со стороны Новски, обеспечила завершение операции, атаковав из Западной Славонии. В рамках операции под контроль хорватов были взяты ещё ряд сёл.
- Оборона Осиека (операции «Феникс» и «Стена»). В ходе операции «Буря» бригада занималась обороной Осиека, чтобы предотвратить наступление сербов с востока. Также она была готова ко входу в Восточную Славонию.

### Официальные сайты
- Сайт объединения ветеранов бригады Архивная копия от 4 января 2014 на Wayback Machine  (хорв.)

### Литературные источники
- Domovinski rat On Line: 3. gbr "Kune"  (хорв.)
- GOMBR, Hrvatski vojnik, broj 74/2006.  (хорв.)